# Christelijk Onderwijzersverbond
Het Christelijk Onderwijzersverbond (COV) is Belgische vakorganisatie die een deel van de werknemers in het onderwijs vertegenwoordigt binnen het Algemeen Christelijk Vakverbond (ACV). Meer specifiek richt deze vakcentrale zich op de personeelsleden uit het kleuter-, lager of basisonderwijs.
Naast het COV vertegenwoordigt ook de Christelijke Onderwijscentrale (COC) personeelsleden uit het onderwijs binnen het ACV.
Als vakorganisatie heeft het COV afgevaardigden in overlegorganisaties rond onderwijs, zoals de VLOR (Vlaamse Onderwijsraad), vooral dan in raden en organen die te maken hebben met het basisonderwijs.